# Strage di Malga Sasso
La strage di Malga Sasso fu un eccidio messo in atto dai separatisti tirolesi ai danni di una caserma della Guardia di Finanza, compiuta dai membri del Befreiungsausschuss Südtirol ("Comitato di Liberazione del sud Tirolo"), nella quale morirono tre finanzieri italiani. Due morirono sul colpo, mentre il terzo spirò il successivo 23 settembre. Altri quattro militari rimasero feriti. Gli autori della strage, Richard Kofler, Alois Rainer e Alois Larch, furono individuati e condannati.

## I fatti
I separatisti tirolesi decisi a staccare l'Alto Adige dall'Italia per ricongiungerlo all'Austria, usarono nella maggior parte dei casi azioni violente ed attentati dinamitardi nei quali vennero colpite case ed abitazioni di cittadini italiani. Presso la malga Sasso (Steinalm), nei dintorni del Brennero, il 9 settembre 1966, alcuni terroristi separatisti sudtirolesi del Befreiungsausschuss Südtirol fecero saltare in aria una casermetta della Guardia di Finanza.
Nell'esplosione, avvenuta alle 11:30 circa, rimasero uccisi i tre finanzieri Franco Petrucci, Herbert Volgger (altoatesino di lingua tedesca) e Martino Cossu. Il tribunale di Milano ha riconosciuto anche un ruolo fondamentale di Georg Klotz, il quale morì qualche mese prima della sentenza. Una parte della storiografia, invece, attribuisce da sempre l'esplosione ad un incidente.
Dato il contesto di tensione dell'epoca, è più probabile che l’attentato servisse a rendere torbide le acque di un rapporto difficile con le minoranze tedesche dell’Alto Adige. Un rapporto che si stava cercando di regolare con un accordo ufficiale che contemplava una serie di concessioni da parte dello Stato italiano e che era ormai prossimo ad essere definitivamente siglato.

## Le vittime

### Franco Petrucci (1938-1966)
Nato a Montecastrilli (TR) il 3 dicembre 1938, tenente della Guardia di finanza. Fu ammesso all'Accademia della Guardia di finanza nel 1961 e fu promosso sottotenente nel 1963. Nel 1965, al termine del corso di formazione, fu destinato al comando della Sezione operativa della Compagnia del Brennero. Il 29 marzo 2010 gli viene concessa l'onorificenza di "vittima del terrorismo" «per gli alti valori morali espressi nell'attività prestata presso l'Amministrazione di appartenenza e per i quali, a Malga Sasso (BZ), il 9 giugno 1966, venne ucciso da un attentato terroristico».

### Eriberto Volgger (1939-1966)
Nato a Val di Vizze (BZ) il 24 dicembre 1939, vicebrigadiere della Guardia di finanza. Si arruolò nella Guardia di finanza nel 1958 e, dopo aver frequentato il corso d'istruzione presso la scuola alpina di Predazzo, fu assegnato nel 1959 alla Brigata di frontiera di Teglio (SO). Dopo aver prestato servizio presso vari reparti di confine, fu ammesso nel 1965 alla scuola sottufficiali del Corpo. Nel 1966 fu assegnato alla Compagnia di frontiera del Brennero e successivamente nominato comandante del distaccamento permanente di Malga Sasso.

### Martino Cossu (1946-1966)
Nato a Luogosanto (SS) il 1º gennaio 1946, finanziere. Si arruolò nella Guardia di finanza nel 1965 e, dopo aver frequentato il corso d'istruzione, prestò servizio presso la Compagnia del Brennero. Il 29 marzo 2010 gli viene concessa l'onorificenza di "vittima del terrorismo" «per gli alti valori morali espressi nell'attività prestata presso l'Amministrazione di appartenenza e per i quali, a Malga Sasso (BZ), il 9 settembre 1966, venne ucciso da un attentato terroristico».

## Condanne
Il 12 febbraio del 1976 la Corte d'Assise d'Appello condannò Richard Kofler a 23 anni e 6 mesi di reclusione per strage aggravata, detenzione di materie esplodenti e per calunnia aggravata; Alois Rainer a 23 anni e 6 mesi di reclusione per strage aggravata, detenzione di materie esplodenti e cospirazione politica; Alois Larch a 28 anni di reclusione per strage aggravata e detenzione di materie esplodenti. Nei riguardi di Georg Klotz (il martellatore), la Corte proclamò il non doversi procedere essendo l'imputato, latitante in Austria, morto per attacco cardiaco.

## La commemorazione
La notizia della strage fece molto scalpore in Italia, e su questo episodio i Pooh scrissero la canzone Brennero 66.
Il 9 settembre 2001, in occasione del 35º anniversario della strage, venne inaugurato un cippo eretto in memoria dei Finanzieri caduti a Malga Sasso. Alla manifestazione erano presenti le più alte cariche militari, i familiari delle vittime e numerosi civili.